# 瓦西尼
瓦西尼（法語：Wassigny，法語發音：[wasiɲi]）是法国上法蘭西大區埃纳省的一个市镇，属于韦尔万区。

## 地理
瓦西尼（50°0'47"N, 3°36'0"E）面积6.79 平方千米，位于法国上法蘭西大區埃纳省，该省份为法国北部内陆省份，北起北部省，西接索姆省和瓦兹省，东临阿登省和马恩省，西南至塞纳-马恩省，东北部与比利时接壤。
与瓦西尼接壤的市镇（或旧市镇、城区）包括：埃特勒、梅讷夫雷、瓦西、里博维尔、蒂皮尼、拉瓦莱米拉特尔、韦内罗勒、马赞吉安。

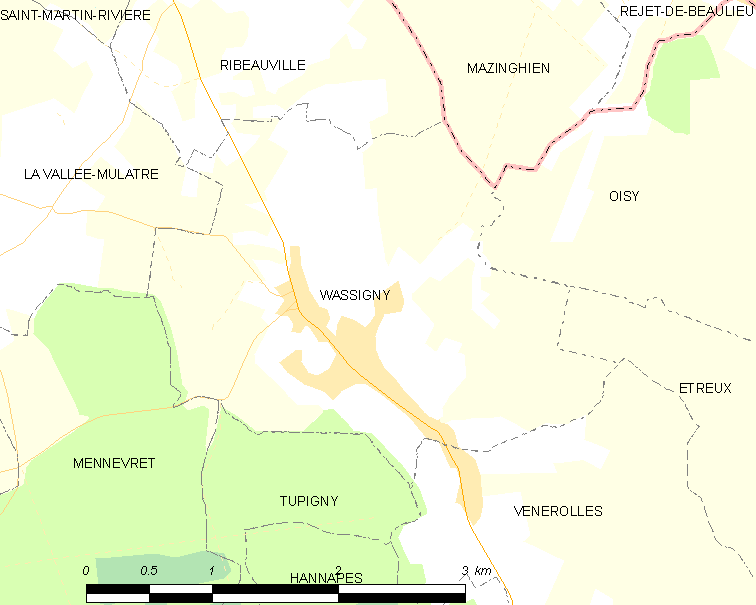
瓦西尼的OSM定位图

瓦西尼的时区为UTC+01:00、UTC+02:00（夏令时）。

## 行政
瓦西尼的邮政编码为02630，INSEE市镇编码为02830。

## 政治
瓦西尼所属的省级选区为吉斯县。

## 人口

1962-2008年间瓦西尼人口变化图示

瓦西尼于2022年1月1日时的人口数量为946人。